# Brian Whitaker
Brian Whitaker (1947) is een Brits schrijver en journalist. Hij is correspondent en Midden-Oosten-kenner voor The Guardian sinds 1987.

## Biografie
Whitaker studeerde Latijn aan de Universiteit van Birmingham en Arabisch aan de universiteit van Westminster.

## Publicaties
Whitaker schreef meerdere artikelen, columns en boeken. Hieronder volgt een selectie van enkele belangrijke. 
- News Limited: Why You Can't Read All About it (1981)
- Unspeakable Love, Gay and Lesbian life in the Middle East (2006)
- What's really wrong with the Middle East (2009)
- Arabs without God, Atheism and freedom of belief in the Arab world (2014)

Daarnaast beheert hij de website al-bab.com die nieuws verspreid over het Midden-Oosten.
- Bibliothèque nationale de France: cb15523772n (data)
- Catàleg d'autoritats de noms i títols de Catalunya: 981058526556906706
- Gemeinsame Normdatei: 1215373198
- International Standard Name Identifier: 0000 0000 7691 8919
- Library of Congress Control Number: n2006020545
- Nationale Bibliotheek van Israël: 987007304064405171
- Nederlandse Thesaurus van Auteursnamen: 069923035
- Système universitaire de documentation: 120251302
- Virtual International Authority File: 49533153
- WorldCat: E39PBJmXJfRb78pcqBHYpYm8G3